# La Remise des clefs à saint Pierre

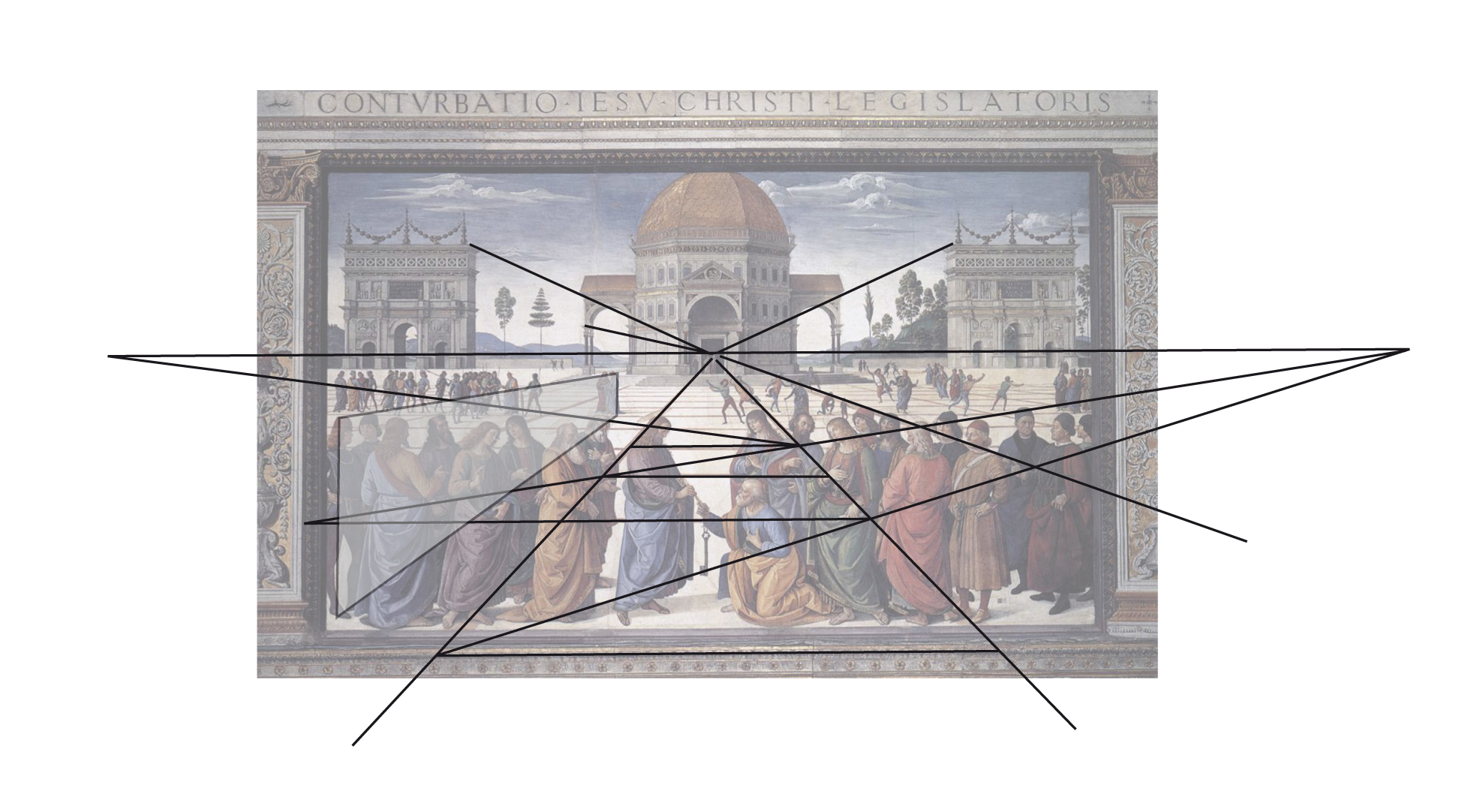
Conformité de la construction perspective.

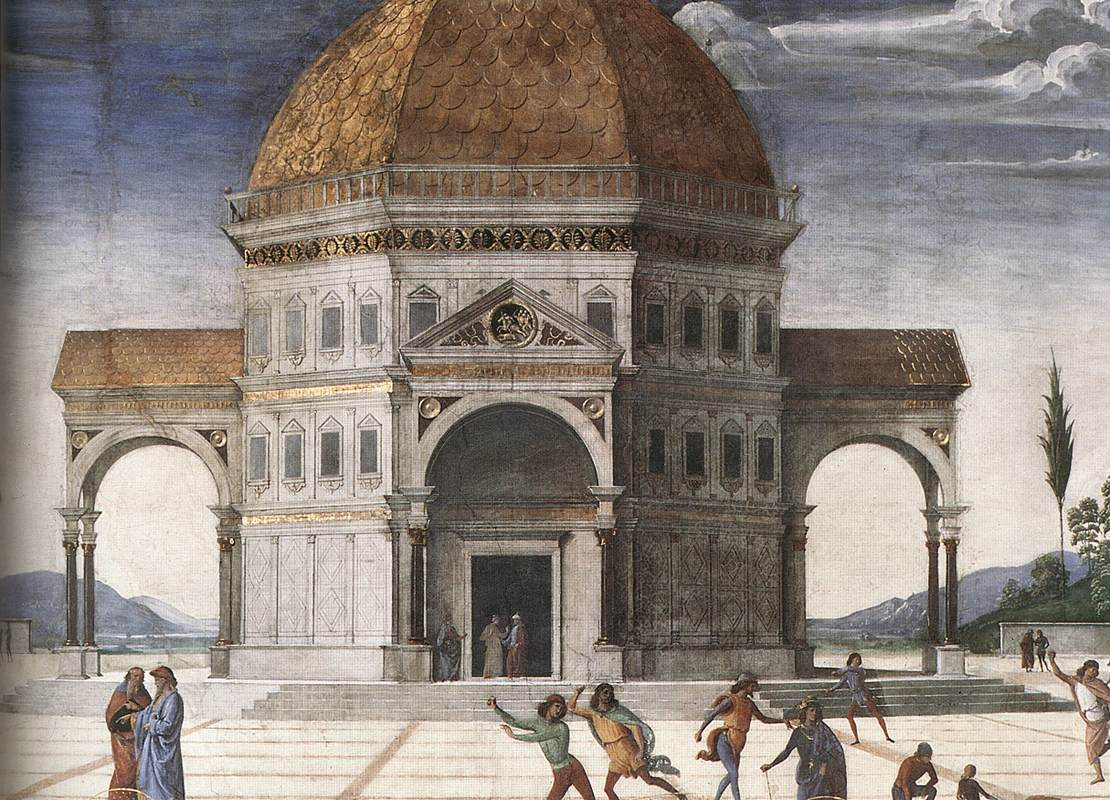
Détail - Le bâtiment central.

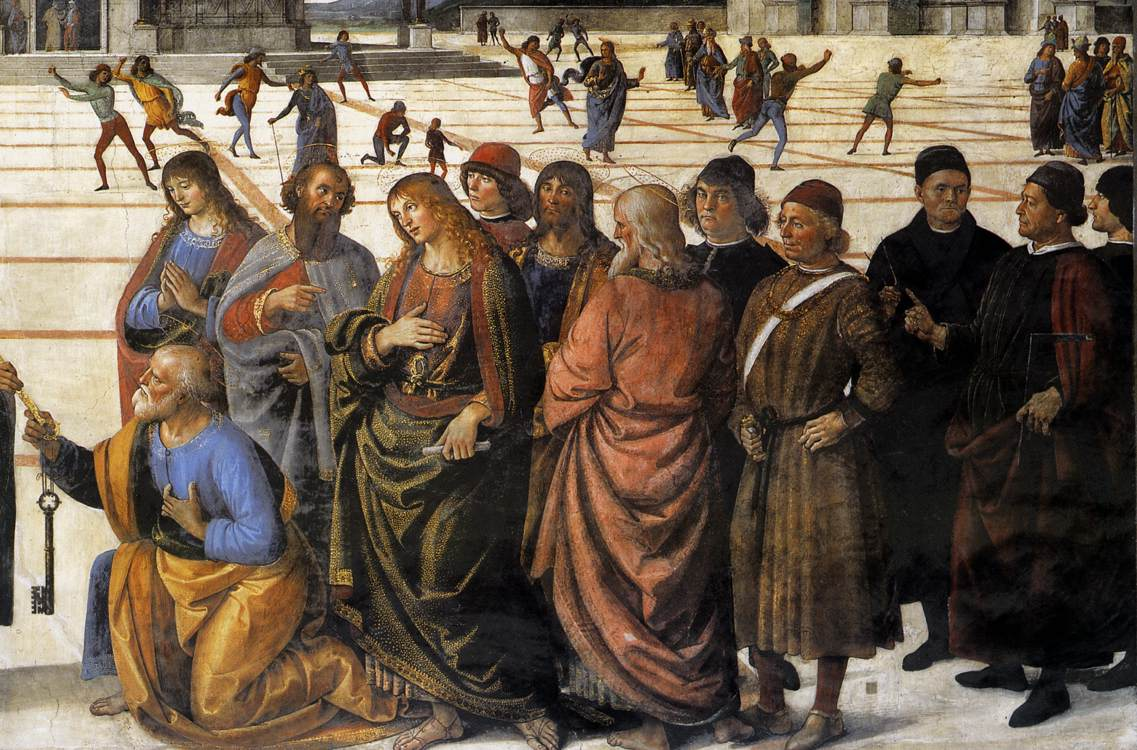
Détail - Le groupe de droite.

La Remise des clefs à saint Pierre (en italien : Consegna delle chiavi) est une fresque à thème religieux du Pérugin et ses assistants, datant de 1482 environ, faisant partie de la décoration du registre médian de la chapelle Sixtine au Vatican.

## Histoire
En 1480, Le Pérugin, qui décorait des fresques une chapelle pour le compte du pape Sixte IV dans l'antique basilique vaticane, obtenant un tel succès,  obtint aussitôt la nouvelle commande pour la décoration de la nouvelle chapelle papale, appelée par la suite « sixtine » en honneur du pape. 
Dans cette entreprise, il a été aidé par une équipe de peintres florentins, envoyés spécialement par Laurent de Médicis.
Le Pérugin avec les nombreux aides (parmi lesquels le jeune Pinturicchio) que la réalisation d'une telle œuvre nécessitait, a peint au moins six scènes, dont il ne reste aujourd'hui que trois. 
Andrea d'Assisi (dit l'Ingegno), Rocco Zoppo, Lo Spagna et Bartolomeo della Gatta, sont parmi les collaborateurs du Pérugin mentionnés par Giorgio Vasari.

## Thème
L'œuvre appartient à l'iconographie chrétienne traditionnelle de la Traditio clavium (« Remise des clés »). Ce thème se réfère à une phrase de l'Évangile selon Matthieu (Mt 16:19), dans le Nouveau Testament, et correspond à une allégorie de la primauté pétrinienne.
La scène rassemble saint Pierre et Jésus de Nazareth en présence des autres apôtres : Jésus remet deux clefs  à  Pierre, une clef d'or et une clef d'argent, l'une pour le salut des âmes, l'autre du paradis.

## Description
La scène rassemble une foule importante au premier plan de la composition centrée sur Jésus debout remettant deux clefs à saint Pierre agenouillé devant lui à droite.
Quelques personnages, à leur droite comme à leur gauche immédiates, portent des auréoles, a contrario des  suivants vers les bords du cadre. 
Les deux personnages de  l'extrême droite sont en pleine discussion :  l'un tient une équerre, l'autre un compas (le premier serait Giovannino de' Dolci, architecte de la chapelle Sixtine, le second Baccio Pontelli qui l'a construite).
Une large esplanade à grands carreaux s'étale derrière eux, jusqu'à un ensemble d'édifices monumentaux : deux arcs de triomphe encadrent le bâtiment central à coupole ; au-delà le paysage est seulement visible par quelques collines et arbres isolés détaillés sur un ciel à nuages modelés.
Sur l'esplanade d'autres personnages  sont dispersés ou rassemblés en groupe (à gauche) déterminant l'éloignement et la grandeur des édifices par leur diminution perspective.

## Analyse
La scène de La Remise des clefs du paradis à saint Pierre est la cinquième fresque de la paroi nord à partir de l'autel et elle assume une importance fondamentale dans le thème proposé par le cycle pictural car il souligne la transmission du pouvoir spirituel de la part de Jésus Christ à saint Pierre en justifiant le primat (« primatum Petrii ») sur lequel se base toute l'autorité papale. 
La fresque est l'une des plus fameuses de la série du point de vue strictement esthétique et fait pendant sur l'autre côté à celle de La Punition des rebelles de la part de Moïse de Botticelli, qui clarifie le message de Sixte IV : d'un côté on montre le « fondement du pouvoir » des successeurs de saint Pierre, de l'autre on explicite la punition qui sera infligée à ceux qui oseraient la contredire.  
La scène qui est articulée selon un schéma symétrique, typique du Pérugin est organisée sur deux bandes horizontales : l'une avec les figures au premier plan et l'autre avec l'arrière-plan avec le décor architectural, peuplé par quelques figures beaucoup plus petites. Le peintre recherche une synthèse picturale capable de condenser et de transposer les découvertes récentes de façon à atteindre une clarté et une universalité spatiales en même temps qu'humaines donnant à l'image toute son efficacité démonstrative. L'espace, largement développé, dégage la frise rythmée des personnages tout en permettant d'installer au premier plan dans l'axe central, la clef « dogmatique » et à l'arrière-plan, l'architecture idéologique : l'Église, la Loi, l'Antiquité. 
Au premier plan, Jésus Christ, debout, remet les clefs d'or et d'argent du paradis à saint Pierre agenouillé, entouré des autres apôtres, parmi lesquels Judas (cinquième figure à la gauche du Christ), reconnaissables par les auréoles et par les portraits de personnages contemporains, parmi lesquels un présumé autoportrait du Pérugin en l'homme habillé en noir, dans le groupe de droite, qui regarde vers le spectateur. 
Sur la fresque du Pérugin est inscrit le texte « CONTVRBATIO · IESV · CHRISTI · LEGISLATORIS », qui clarifie la signification de la transmission de la loi divine. 
La scène principale est encadrée par les lignes en perspective d'un pavement à grosses dalles carrées en marbre d'une place décorée d'édifices monumentaux. Au centre selon les règles de la symétrie, une rangée centrale de dalles conduit à l'entrée d'un édifice remarquable à plan central avec coupole, symbole de l'universalité du pouvoir papal et transposition idéale du Temple de Jérusalem : Ce motif a été réutilisé dans Le Mariage de la Vierge (musée des beaux-arts de Caen) avec la variante de la porte centrale qui laisse voir le paysage comme infini dans le point de fuite central. 
Cette vision architecturale, expression des idéaux de perfection classique de la Renaissance a été reprise par les élèves du Pérugin, comme Pinturicchio dans la chapelle Bufalini et surtout Raphaël dans Le Mariage de la Vierge (Pinacothèque de Brera). Elle influença aussi Bramante qui la reproduisit dans le Tempietto. 
Sur chaque côté de la place se trouvent symétriquement deux reproductions de l'Arc de Constantin, en hommage à l'art antique revenu à la mode à l'époque à Rome.
Une étude approfondie de l'organisation spatiale permet de noter deux épisodes de la vie du Christ Le Paiement du tribut et La Tentative de lapidation du Christ (Jean 8, 31-59; 10, 31-39).
La vive animation des scènes secondaires disparaît si l'on regarde en détail les expressions calmes des personnages, révélant des figures peu expressives comme des acteurs interprétant des rôles sans inspiration. Dans le cortège, les attitudes des personnages au premier plan sont répétées d'une manière rythmique créant une progression variée et ordonnée définie comme « musicale ». Les drapés pesants de certaines figures rappellent le style d'Andrea del Verrocchio, et reproduisent le typique effet Panneggio bagnato(« mouillé ») caractéristique du maître florentin. La scène est éclairée depuis la gauche comme en témoignent au premier plan les ombres des personnages au sol. L'élégante figure de saint Jean, le premier à droite de saint Pierre, ressemble à une copie du bronze Incredulità di San Tommaso (it) de Verrocchio à Orsanmichele. Les autres drapés retombent avec des plis rythmés faisant appel à une série de solutions typiques du Pérugin.
Le paysage en arrière-plan est typique de l'artiste, avec des douces collines pointillées d'arbrisseaux se perdant au loin vers l'horizon donnant une impression de distance infinie. Bâtiments, arbres et visages sont des types, mais l'abstraction théorique est évitée par la particularisation de la « gestuelle » et, surtout, par la lumière et l'atmosphère « empirique » sensible en particulier dans le ciel.
Le thème de la décoration constitue un parallélisme entre l'histoire de Moïse et de Jésus Christ, mettant en évidence la continuité entre l'ancien et le Nouveau Testament ainsi que la transmission de la loi divine des tables de la loi au message évangélique de Jésus Christ qui finit par choisir saint Pierre comme successeur, légitimant de fait le pouvoir et la légitimité de ses successeurs, c'est-à-dire les papes.  
Les peintres qui sont intervenus dans les fresques de la chapelle Sixtine ont utilisé des conventions représentatives communes afin d'accomplir un travail homogène : usage d'une échelle dimensionnelle, d'une structure rythmique et d'une représentation paysagiste. À côté d'une unique gamme chromatique, ils utilisèrent des finitions en or de telle façon que les peintures, exposées aux lumières des torches et des chandelles, puissent faire étinceler.
Pérugin veut un art facile, suggérant aux fidèles les émotions des personnages peints et entrainant donc à la dévotion, à la contemplation, à la foi harmonieuse et équilibrée. C'est le style « doux » ou suave par rapport auquel réagissent Botticelli ou Luca Signorelli et dont partira Raphaël.

## Postérité
La fresque fait partie du musée imaginaire de l'historien français Paul Veyne, qui le décrit dans son ouvrage justement intitulé Mon musée imaginaire.